# Дубина (Сумская область)
Дубина (укр. Дубина) — село,
Хоминцевский сельский совет,
Роменский район,
Сумская область,
Украина.
Код КОАТУУ — 5924189602. Население по переписи 2001 года составляло 86 человек.

## Географическое положение
Село Дубина находится на правом берегу реки Локня,
выше по течению на расстоянии в 2,5 км расположено село Локня,
ниже по течению на расстоянии в 2,5 км расположено село Хоминцы.
На расстоянии в 1 км расположено села Новоселовка (Талалаевский район) Черниговской области.